# Black Widow (Album)
Black Widow (englisch für „Schwarze Witwe“) ist das fünfte Studioalbum der Metalband In This Moment. Es wurde am 17. November 2014 veröffentlicht und ist ihre erste Veröffentlichung auf Atlantic Records.

## Hintergrund
In einem Interview mit Billboard sagte Chris Howorth, das neue Album werde wie Blood den neu entdeckten Sound der Band kommentieren: „Wir haben das Gefühl, etwas gefunden zu haben und die Flagge auf den Hügel zu bringen.“
Nach der Unterzeichnung bei Atlantic behauptete Maria, dass sie und der Rest der Band begeistert sein würden, ihr nächstes Album auf dem Label zu veröffentlichen. Sie behauptete auch, dass Atlantic einige der größten und am meisten verehrten Alben aller Zeiten veröffentlicht hatte.

## Über das Album
Maria Brink sagte, dass der Titel des Albums eine Metapher für positive und negative Lebenserfahrungen sei und Schwäche in Stärke verwandle. Sie sagte: „Dieses unschuldige junge Mädchen, das sich mit Leben, Traumata, Erfahrungen und dem Gleichgewicht von Licht und Dunkelheit anstecken lässt. Sie wird zu dieser ausgeglichenen und mächtigen Kreatur.“

## Titelliste
| #  | Titel                                    | Länge |
| -- | ---------------------------------------- | ----- |
| 1  | The Infection                            | 1:49  |
| 2  | Sex Metal Barbie                         | 4:22  |
| 3  | Big Bad Wolf                             | 5:12  |
| 4  | Dirty Pretty                             | 4:07  |
| 5  | Black Widow                              | 4:58  |
| 6  | Sexual Hallucination (feat. Brent Smith) | 6:18  |
| 7  | Sick Like Me                             | 5:00  |
| 8  | Bloody Creature Poster Girl              | 4:20  |
| 9  | The Fighter                              | 4:52  |
| 10 | Bones                                    | 4:30  |
| 11 | Natural Born Sinner                      | 5:09  |
| 12 | Into the Darkness                        | 2:52  |
| 13 | Out of Hell                              | 6:34  |

Bonus-Songs der Best Buy und Japanische Ausgabe
| #  | Titel    | Länge |
| -- | -------- | ----- |
| 14 | Turn You | 5:27  |
| 15 | Rib Cage | 5:06  |

Bonus-Songs per Download
| # | Titel                                    | Länge |
| - | ---------------------------------------- | ----- |
| 1 | Sick Like Me (Motionless in White Remix) |       |
| 2 | Big Bad Wolf (Dr. Ozi Remix)             |       |